# Palmolive
Palmolive é uma marca multinacional norte-americana de uma linha de produtos produzidos pela Colgate-Palmolive. A marca Palmolive cresceu a partir de um produto, o sabonete em barra Palmolive. Feito de óleos de coco, palma e oliva, o sabonete em barra Palmolive foi introduzido em 1898. Originalmente, o sabonete em barra flutuava como o sabonete em barra Ivory da Procter & Gamble. Na virada do século XX, o sabonete em barra Palmolive era o sabonete mais vendido do mundo.
Os produtos atuais da marca Palmolive incluem detergente líquido e produtos de cuidados pessoais, como xampu, condicionador de cabelo, sabonete líquido para o corpo, sabonete em barra e sabonete líquido para as mãos.

## História
Em 1864, Burdette Jay Johnson (1826–1902) fundou a B.J. Johnson Co. em Milwaukee, Wisconsin, produzindo sabão, velas e queijo.

### Introdução da marca

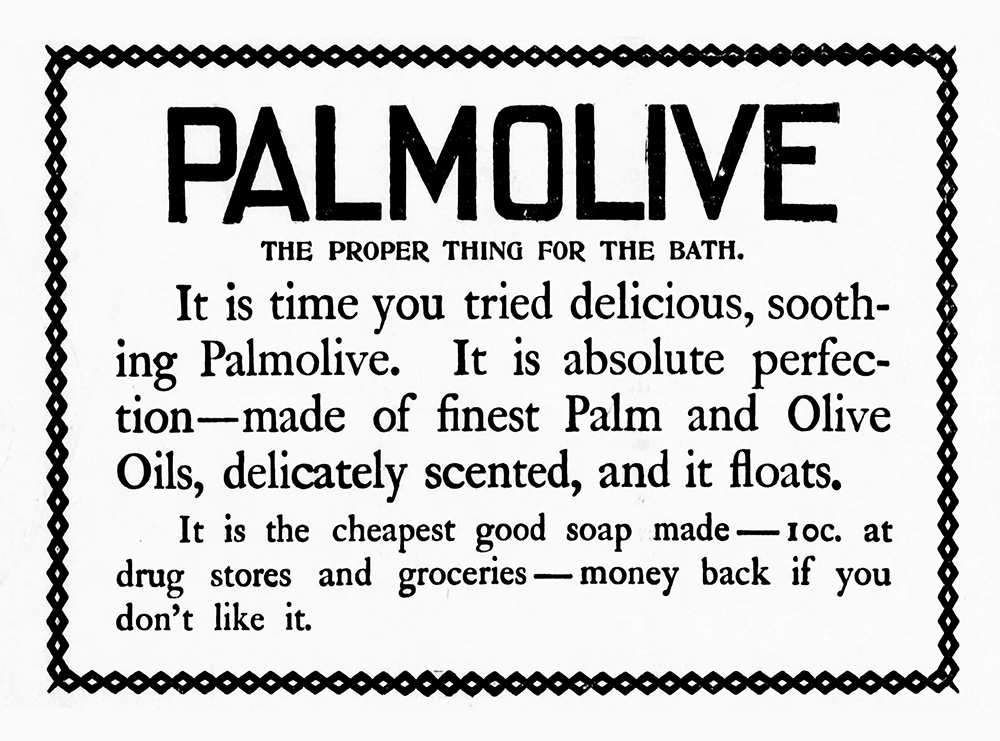
Propaganda de sabonete em barra Palmolive, The Oshkosh Northwestern, Oshkosh, Wisconsin, 20 de maio de 1899

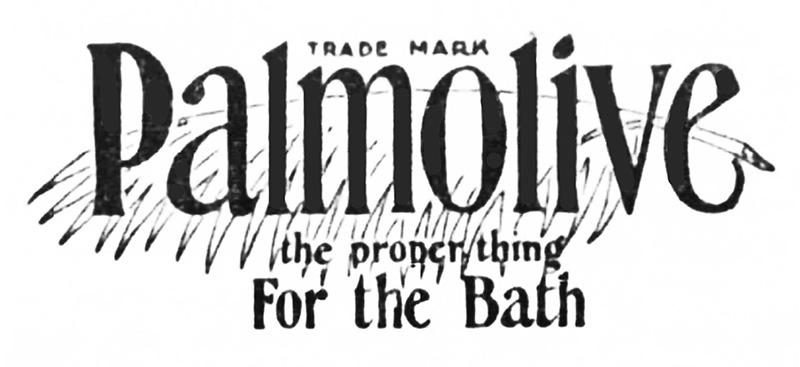
Logo do sabonete Palmolive de 1899

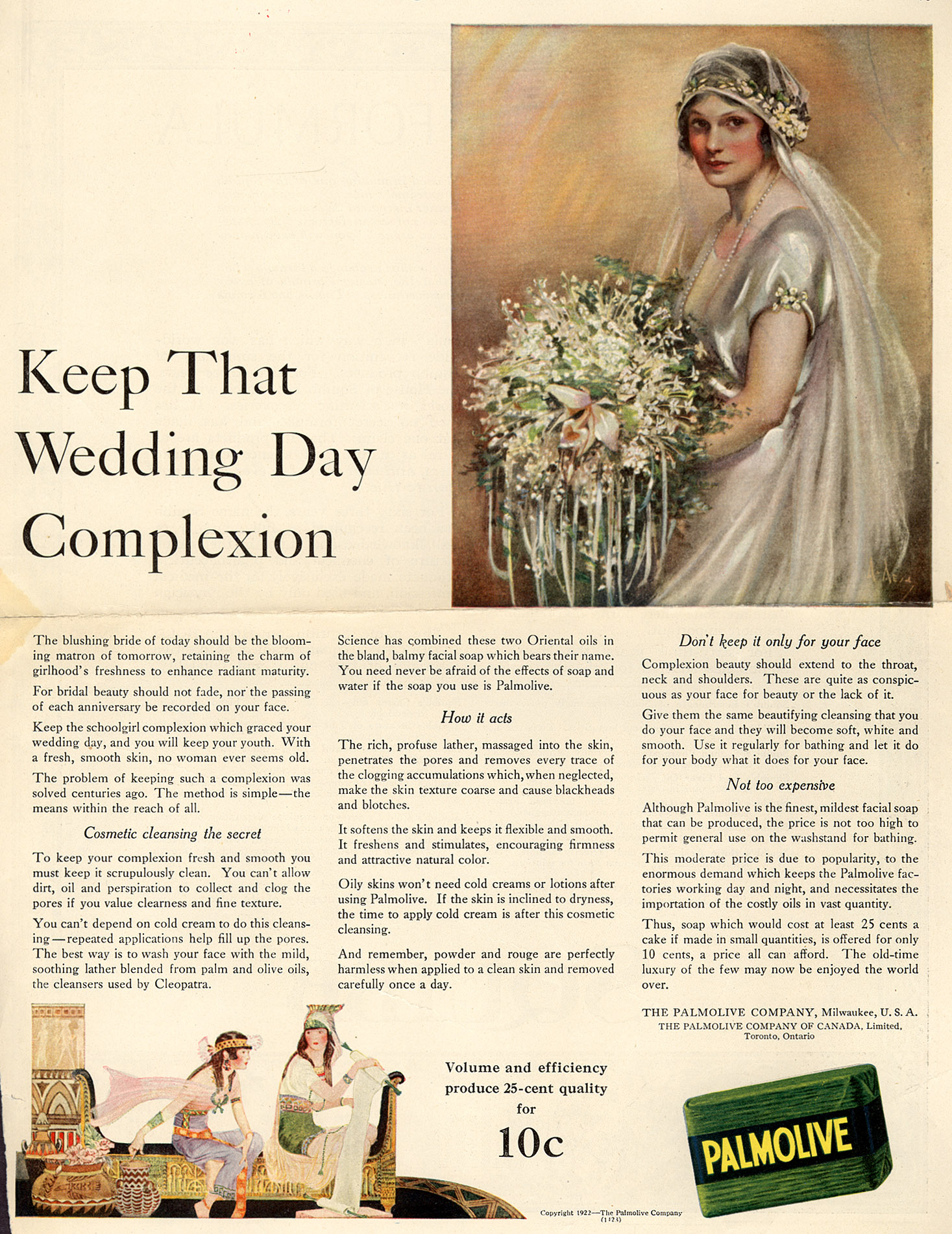
Anúncio de 1922 para o sabonete Palmolive

Em 1898, a empresa introduziu uma barra flutuante de sabão verde-oliva, pálida, feita de óleos de coco, palma e oliva, agressivamente comercializada sob a marca "Palmolive". O sabão se tornou muito popular, devido a uma campanha publicitária promovendo-o como o tipo de sabão que teria sido favorecido no antigo Egito pelos faraós e especialmente "a Filha do Faraó".
Em apenas dois anos, o sabonete em barra Palmolive foi o sabonete mais vendido do mundo. Originalmente, o marketing do sabonete Palmolive alegava que o sabonete continha "Azeite de Oliva Genuíno de Málaga (Espanha), Óleo de Palmas, Glicerina e Óleo de Lã de Cordeiro, Supergordurado com Manteiga de Cacau, o famoso alimento para a pele". Em 1925, o azeite de oliva era considerado "italiano".
O filho de Johnson, Caleb Johnson, tornou-se presidente da empresa e em 1917 mudou seu nome para "Palmolive Soap Co.".
O sabonete foi amplamente divulgado, incluindo os programas de rádio The Palmolive Hour (1927-1931) e Palmolive Beauty Box Theater (1934-1937).[carece de fontes?]

### Extensões da marca Palmolive
O creme de barbear Palmolive foi lançado em 1920. Sua fórmula incluía os conhecidos óleo de palma e azeite de oliva da marca.

### Outros produtos
A Palmolive Co. também produziu outros produtos de limpeza. Entre eles estava o "Salt Water Soap", um sabão em barra de 1920 especialmente produzido e embalado para uso por passageiros a bordo de navios da United States Lines. "China Soap", um sabão em barra de 1919 destinado a donas de casa para ser usado na lavagem de pratos. e "Green Arrow Pure Soap", um sabão de "lavanderia e limpeza" que continha azeite de oliva e nafta patenteado em 1920.

### Fusão com a Peet Brothers Soap Company
Em 1926, Charles S. Pierce, então presidente da Palmolive Soap Co. anunciou "planos provisórios para a consolidação" da empresa Palmolive Soap sediada em Milwaukee e da Peet Brothers Soap Company de Kansas City. Foi dito na época que os ativos combinados da empresa excederiam $ 45.000.000 (equivalent to $774 473 684 in 2023). Os produtos de sabão da Peet Brothers eram vendidos nacional e internacionalmente. Suas marcas incluíam o sabão "Crystal White" em barra e flocos lascados feitos com óleo de semente de algodão e coco, sabão em barra de lavanderia Ben-Hur "White Bleaching", sabão em pó Seafood Naphtha e "CremeOil", um sabão em barra "para banheiro, banho e xampu" feito com óleos de oliva e coco.

### Fusão com a Colgate Co.
Em junho de 1928, começaram a surgir rumores na comunidade de investimentos de que "funcionários da Palmolive-Peet Co. estão negociando a compra da Colgate Co.", empresa privada de propriedade da família Colgate. Foi relatado que os ativos combinados da empresa resultante da fusão excederiam US$ 66.000.000 (equivalent to $1 171 116 279 in 2023).
A fusão combinou as três maiores e mais antigas empresas de sabão e perfumaria dos EUA e entrou em vigor em 1º de julho de 1928. A empresa combinada foi chamada de "Colgate Palmolive Peet Company". As vendas combinadas pré-fusão em 1927 das três empresas excederam US$ 100.000.000 (equivalent to $1 774 418 605 in 2023). A empresa recém-combinada tinha sete instalações de fabricação nos EUA, bem como fábricas em 14 países estrangeiros.
Em 1953, as empresas se tornaram uma joint venture, conhecida como Colgate-Palmolive Company.